# Islam in Rumänien

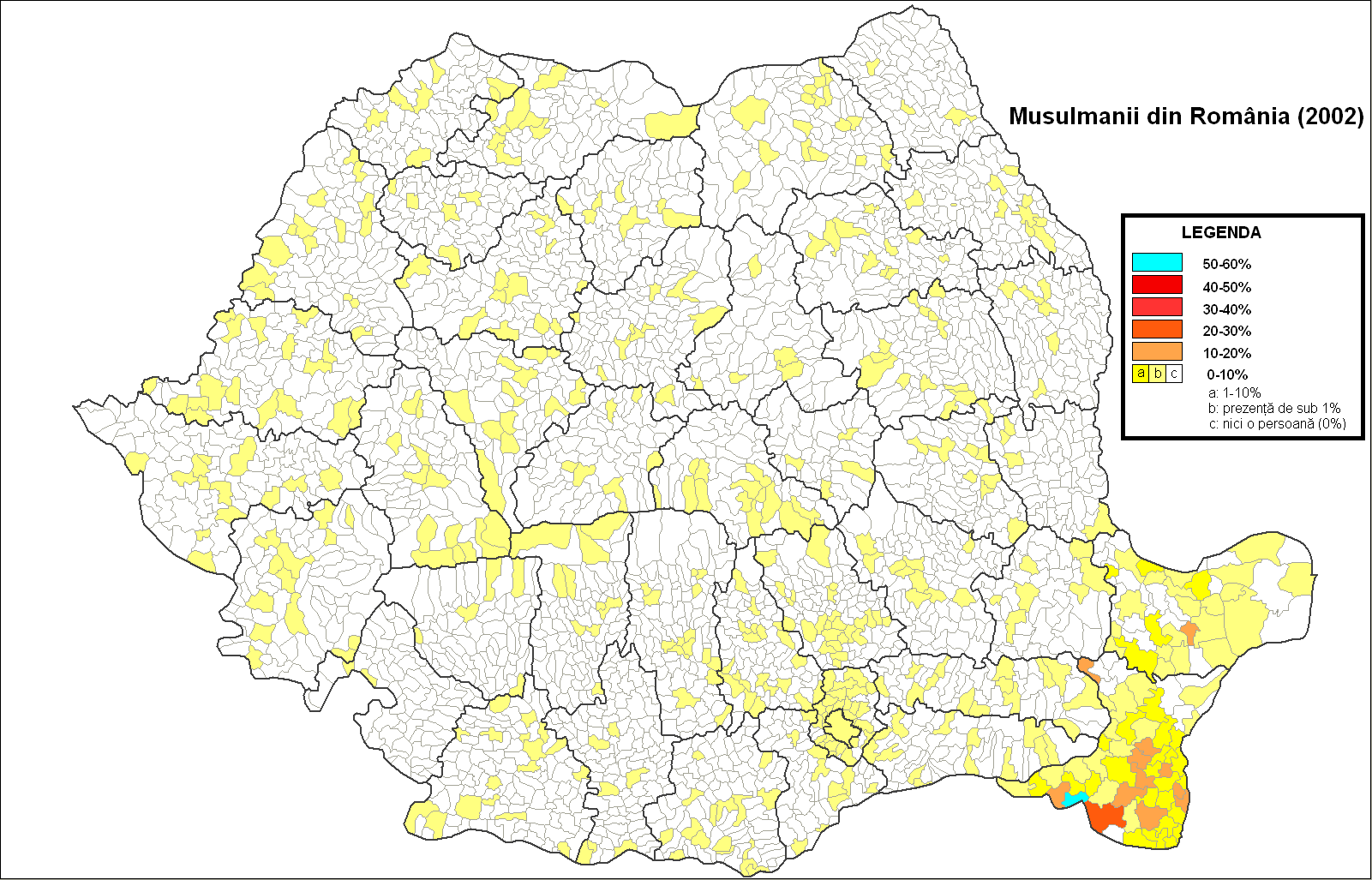
Muslime in Rumänien (2002)

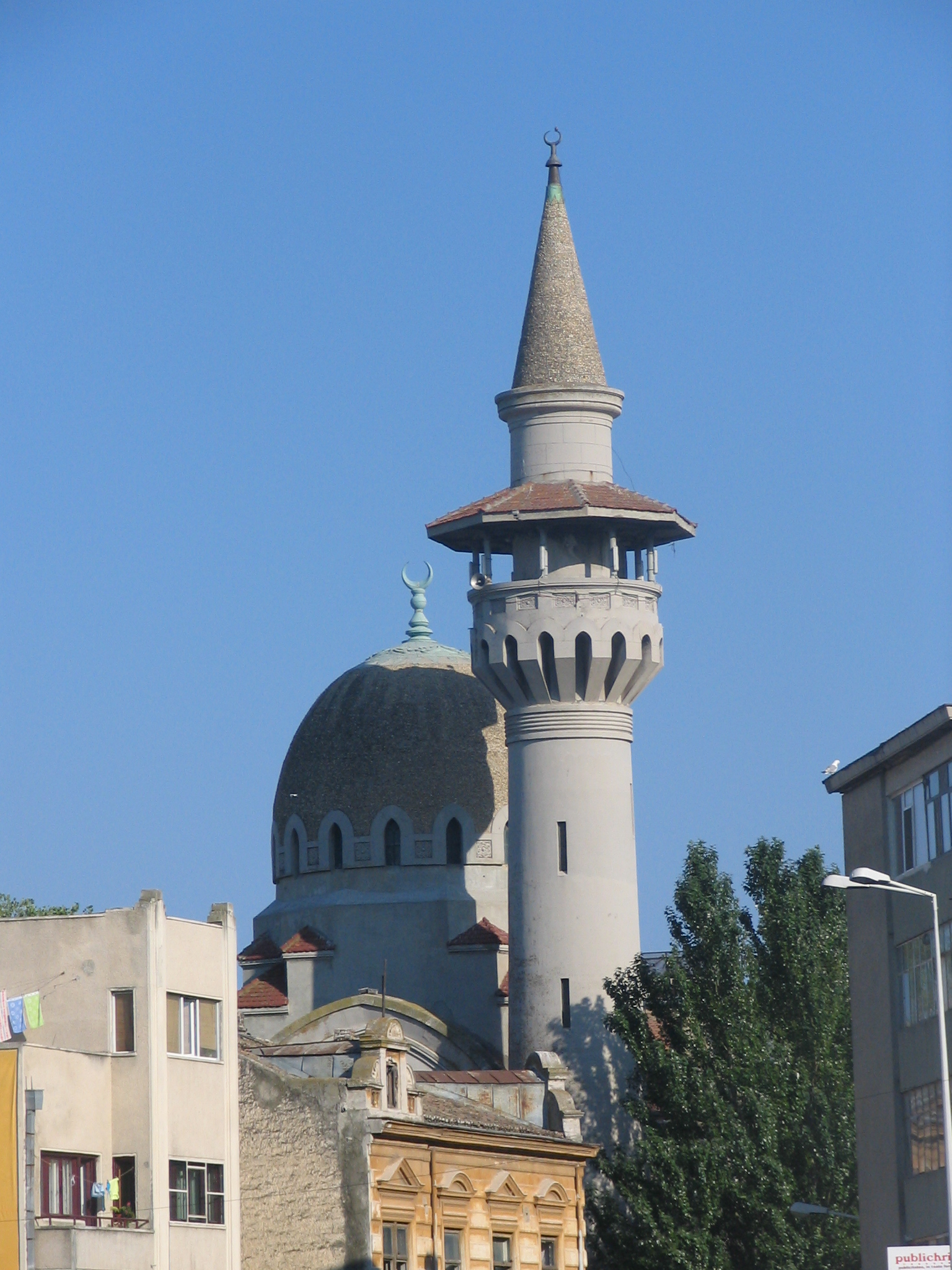
Carol-I.-Moschee in Constanța

Der Islam in Rumänien ist mit einem Anteil von 0,3 Prozent (anderen Angaben zufolge 0,7 Prozent) an der Gesamtbevölkerung zahlenmäßig zwar klein, aber für die Dobrudscha-Region seit dem 14. Jahrhundert bedeutend. Die Muslime in Rumänien sind fast ausschließlich hanafitische Sunniten. Zentrum des Islam in Rumänien ist die Hafenstadt Constanța, die fünftgrößte Stadt des Landes.

## Geschichte

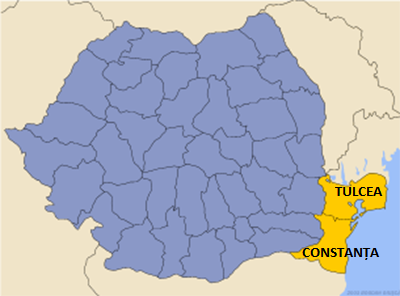
Dobrudscha-Kreise Tulcea und Constanța mit muslimischen Minderheiten seit über 700 Jahren

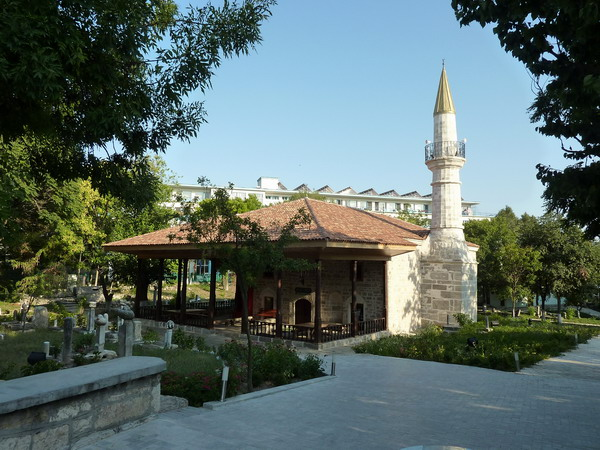
Die Moschee in Mangalia ist die älteste noch bestehende Moschee in Rumänien und wurde 1525 erbaut

Von 1061 bis 1171 bildete die Walachei das Kernreich der turkstämmigen Petschenegen (bei denen 1068 eine muslimische Minderheit die Herrschaft angetreten hatte), dann von 1171 bis 1240 gehörten die Walachei und die Moldau zum Reich der ebenfalls turkstämmigen Kumanen, von denen sich ebenfalls bereits eine Minderheit zum Islam bekannte. Einige (auch rumänische) Historiker behaupten, dass Rumänen in den niedrigen Teilen der Großen Walachei und der Moldau erst vorgedrungen sind, nachdem diese Gebiete von Petschenegen und Kumanen wieder geräumt wurden. Siebenbürgen gehörte zum Ungarischen Königreich, dessen Könige sich teilweise mit petschenegischen sowie kumanischen Leibgarden bzw. Hilfstruppen umgaben und die Petschenegen auch in Siebenbürgen ansiedelten.
Um 1263–1264 wanderten ca. 10.000 bis 12.000 Turkmenen ein.
Den Kumanen folgten die Mongolen bzw. Tataren, die unter Nogai Khan von 1285 bis 1300 auch Bulgarien jenseits der Donau beherrschten. In diese Zeit fällt auch die Ansiedlung der ersten muslimischen Nogaier in der Tulcea-Provinz (Norddobrudscha), die auch die ukrainische Nachbarregion Budschak bevölkerten, aber von den Krimtataren unterworfen wurden. Damit fasste der Islam in der nördlichen Dobrudscha schon einige Jahrzehnte Fuß, bevor die rumänischen Fürstentümer Walachei und Moldau überhaupt erst entstanden (1330–1360).

### Tataren in der Dobrudscha

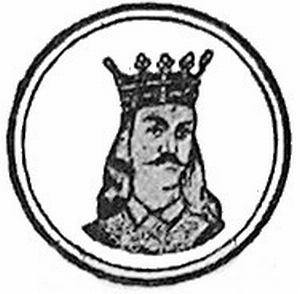
Fürst Radu cel Frumos

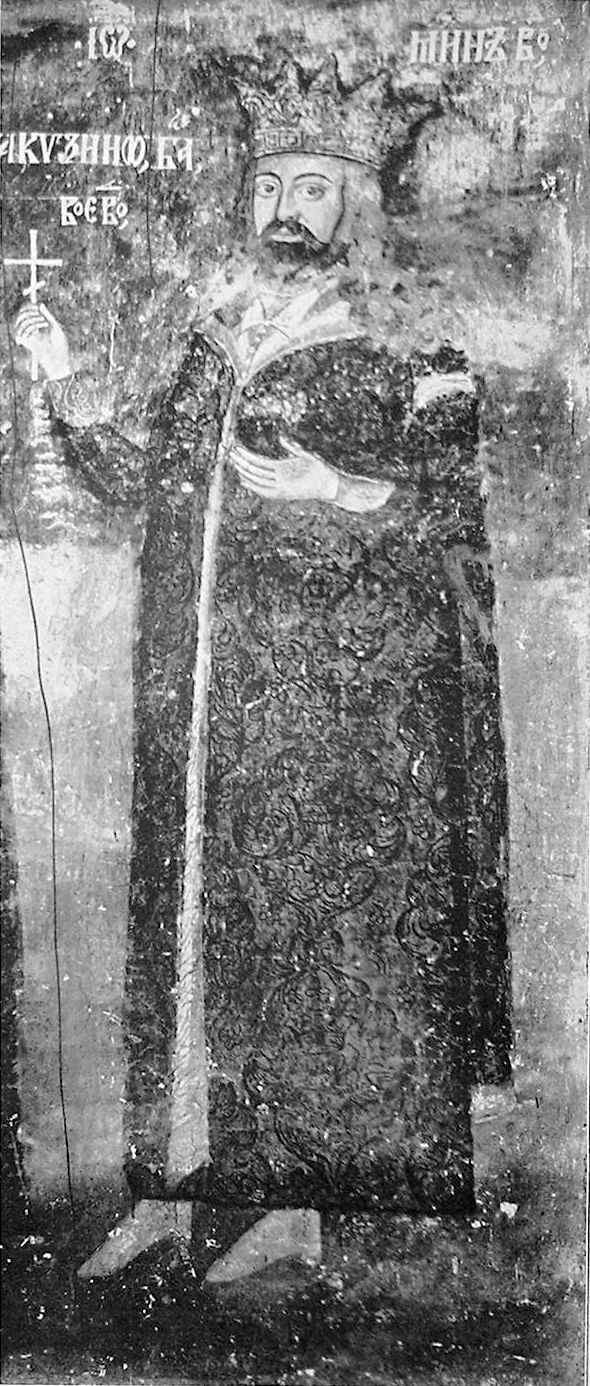
Fürst Mihnea Turcitul

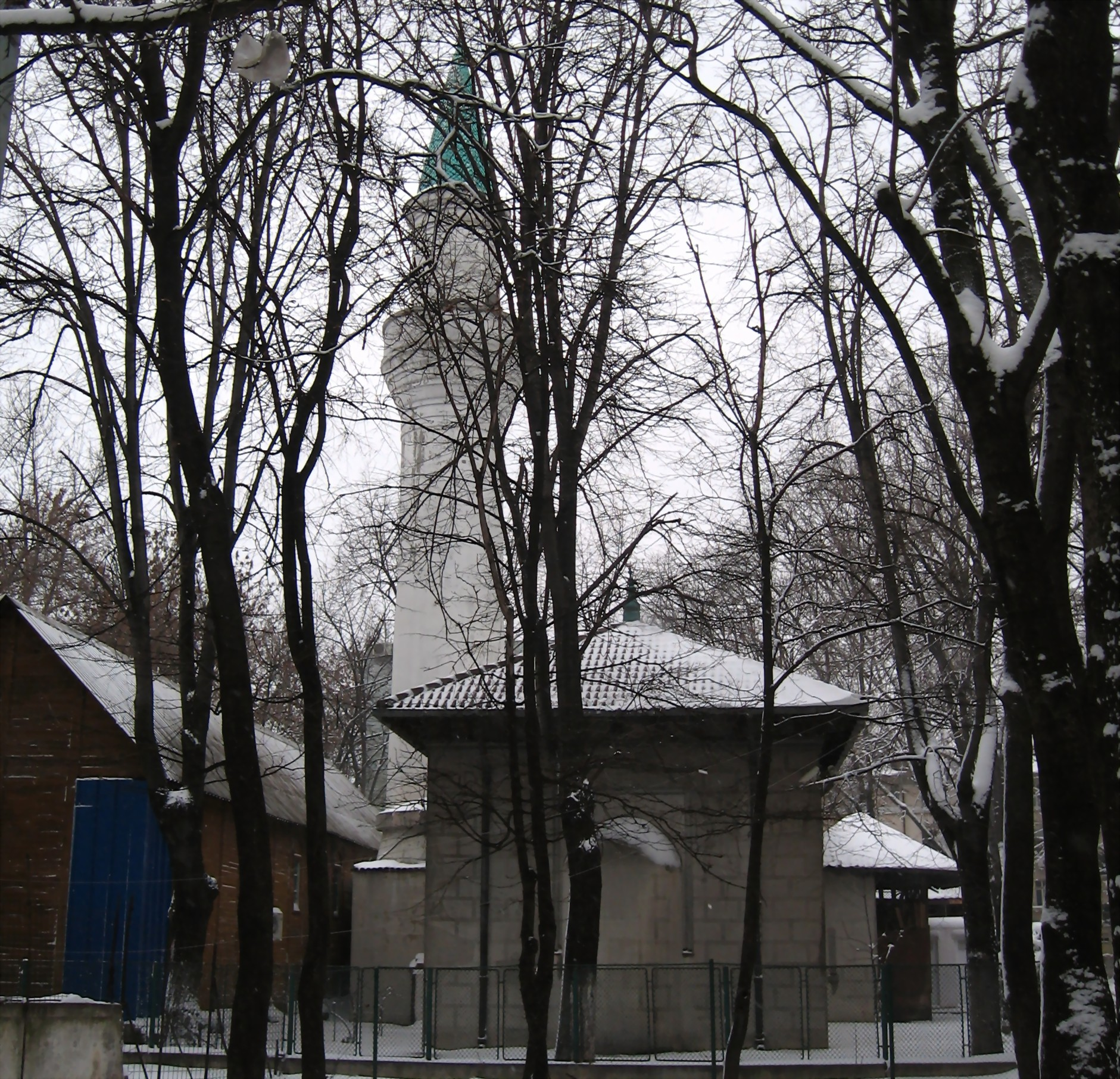
Die Bukarester Moschee

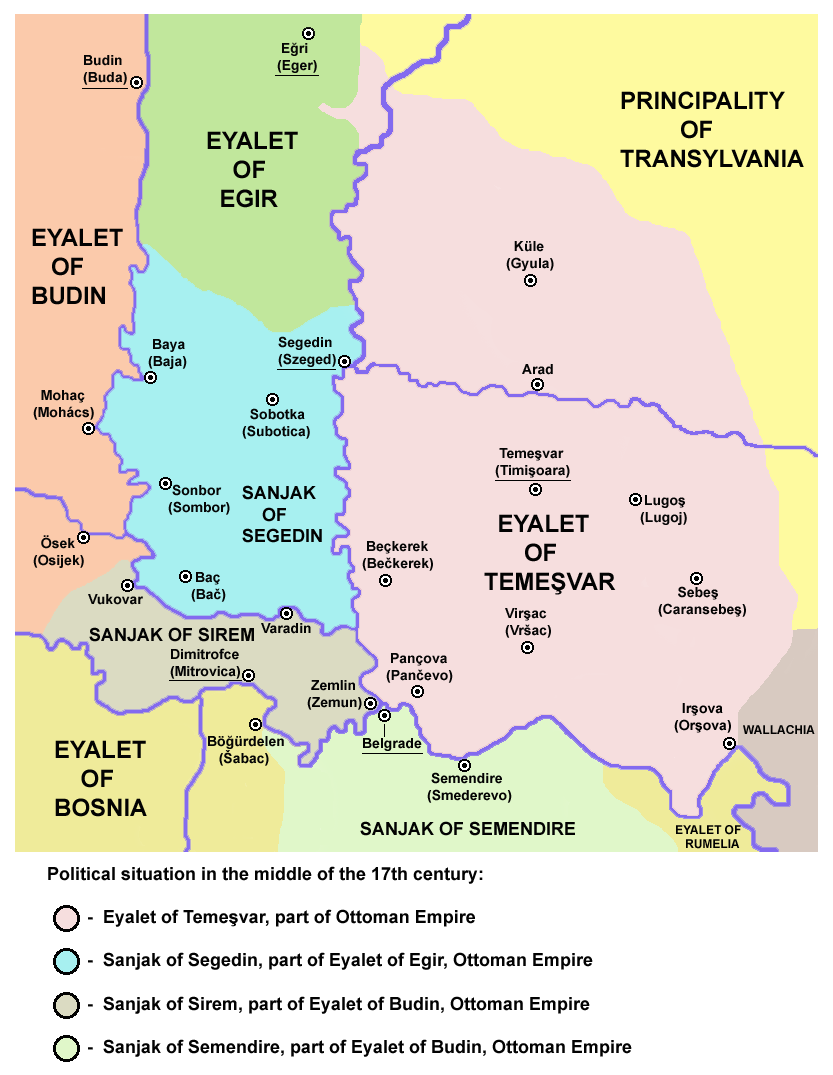
Das Temeschwarer Paschaluk

Um 1334 wurden Tataren durch Ibn Battutah erwähnt. Unter bulgarischer Herrschaft waren Kumanen schon zu Beginn des 13. Jahrhunderts in der Dobrudscha angesiedelt worden, wenige Jahrzehnte später verbannten auch die Byzantiner anatolische Muslime dorthin. Es folgte ein kurzes walachisches Intermezzo ab etwa 1390 bis 1417. Die Ausbreitung des Islam wurde durch die Ansiedlung islamischer Budschak-Nogaier und Krimtataren gefördert. In der Küstenstadt Mangalia (in der südlich Tulcea gelegenen Provinz Constanța) war bereits 1525 eine Moschee entstanden, die als die älteste erhalten gebliebene Moschee Rumäniens gilt und noch heute 800 türkischen und tatarischen Familien der Region zur Religionsausübung dient. 1599 erhielt das osmanische Eyâlet Silistrien, zu dem auch die Dobrudscha und der Budschak gehörten, einen krimtatarischen Gouverneur.
Nach der Eroberung des Krim-Khanats (1783), des Budschak (1812) und des Donaudeltas (1829) durch Russland emigrierten zahlreiche Krimtataren in die Dobrudscha und unterstützten den türkischen Sultan im Kampf gegen Ägypter, Janitscharen und aufständische Balkan-Christen. Zwar hatte das Osmanische Reich im Ergebnis des Krimkrieges 1856 das Donaudelta nochmals zurückgewonnen, nach der osmanischen Niederlage 1878 und dem endgültigen Verlust der Dobrudscha mussten 100.000 Muslime aber erneut fliehen, diesmal nach Anatolien (Kleinasien). „Die relative Bevölkerungsmehrheit (der Dobrudscha) war zu diesem Zeitpunkt muslimisch...“ In der Dobrudscha stellte die rumänische Bevölkerung 1880 nicht mehr als 28 Prozent der Gesamtbevölkerung. Während Tataren und Türken in Rumänien um 1885 enteignet und vertrieben wurden (nach Meyers bekannten sich 1888 nur noch 2.000 Einwohner als Muslime), wuchs die Exilgemeinde der Muhadschir (Flüchtlinge) in der Türkei auch durch den Zuzug einiger Hundert rumänischer Muslime an. Noch 1895 sollen dennoch 21 Prozent der Bewohner der Hafenstadt Constanța Türken und Tataren gewesen sein. Im Ersten Weltkrieg standen sich Rumänien und das Osmanische Reich erneut gegenüber, danach flohen 1918 weitere 80.000 Türken und Tataren aus Rumänien in die Türkei.

### Muslime in der Walachei und der Moldau
Die Walachei geriet ab 1391 in ein Abhängigkeitsverhältnis zur Hohen Pforte. So zahlten die Fürsten der Walachei zum Beispiel 1391, 1396 und 1415 Tribute an den osmanischen Sultan, um sich Frieden zu erkaufen. Ab 1462, nach dem Sturz von Vlad dem Pfähler, verfestigte sich jedoch die Abhängigkeit der Walachei zum Osmanischen Reich endgültig und sie wurde ein Vasallenstaat. Als erster moldauischer Fürst verpflichtete sich Petru Aron (Regierungszeit 1451–1457), den Türken einen „symbolischen Tribut“ in Höhe von 2.000 Goldstücken 1456 zu leisten, um etwaigen osmanischen Vorstößen in sein Reich vorzubeugen. Später erhöhte sich der jährliche Tribut auf 10.000 Goldstücke und mehr. Ab 1512 erkannten auch die Fürsten der Moldau die osmanische Suzeränität über ihr Herrschaftsgebiet an, zahlten ebenfalls Tribut und leisteten zusätzlich Heeresfolge. Der moldauische Tribut stieg auf 65.000 Goldstücke im 18. Jahrhundert, hinzu kamen 7.000 Goldstücke Tribut an das Khanat der Krimtataren.
Mit Ausnahme der Dobrudscha und Teilen des Banats gibt es in Rumänien kaum historische Spuren islamischer Präsenz. Dies lässt sich auf die zwischen der Hohen Pforte und den rumänischen Fürstentümern abgeschlossenen Vasallität-Vereinbarungen („Kapitulationen“) zurückführen. Denen zufolge war den osmanischen Untertanen verboten, sich in den Fürstentümern niederzulassen, dort zu heiraten, Land zu erwerben oder Moscheen zu bauen. Weiterhin durfte die Hohe Pforte theoretisch weder Truppen oder Garnisonen auf rumänischem Territorium unterhalten noch militärische Bauten errichten. Dennoch existieren seit Jahrhunderten kleine muslimische Gemeinden auch in Brăila (Ibrail), Giurgiu und Turnu Măgurele. Diese walachischen Donau-Städte waren ab 1417 (Brăila ab 1538) bis 1829 türkische Enklaven, unter direkter osmanischer Herrschaft konnte sich dort der Islam etablieren. Brăila war auch das Zwischenlager der von der Walachei gezahlten Tribute, was es wie die anderen Garnisonsstädte mehrfach zu rumänisch-russischen Angriffszielen machte.
Zwei Herrscher der Walachei traten sogar zum Islam über: Fürst Radu cel Frumos (1462–1475) und Ex-Fürst Mihnea Turcitul (1577–1591) konvertierten, und auch der moldauische Fürst Iliaș II. nahm 1546 den Islam an.
Nach zahlreichen Aufständen und österreichisch-russischer Einmischung in die Donaufürstentümer ersetzte der osmanische Sultan nach seinem Sieg über den russischen Zaren Peter die moldauischen und walachischen Herrscher ab 1711/1716 durch griechische Fanarioten, musste den Fürstentümern aber nach dem Griechischen Aufstand und einer Niederlage gegen Russland 1829 wieder eigene Fürstenwahl und mehr Autonomie zugestehen. Die europäischen Revolutionen von 1848 nutzten die Türken 1849–1851 zur Besetzung zumindest der Walachei. Unter osmanischer Schirmherrschaft konvertierten 1849 in Bukarest über 6.000 geflohene polnische und ungarische Revolutionäre zusammen mit einigen Rumänen zum Islam.
Nach der rumänischen Eroberung der Dobrudscha erhielten trotz der Kapitulationen 1878 auch die Muslime gleiche verfassungsmäßige Rechte. Im anlässlich des 40. Jahrestages der Thronbesteigung Königs Carol I. eingeweihten Parc Carol (Karlspark) in Bukarest wurde 1906 auch ein Monument in Gestalt einer Moschee errichtet – als Zeichen der Versöhnung nach dem Krieg von 1877/1878.
In Bukarest lebten 2015 etwa 10.000 Muslime, von denen viele nach der Rumänischen Revolution 1989 aus dem Nahen Osten und der Türkei als Geschäftsleute zugewandert oder als Flüchtlinge in Rumänien gestrandet sind.

### Türken im Banat und Crișana
Neben der Dobrudscha und den Garnisonsstädten an der Donau standen zwischenzeitlich auch das Banat und Teile des Kreischgebiets unter direkter osmanischer Herrschaft. Nach dem Sieg über Ungarn in der ersten Schlacht bei Mohács (1526) war 1541 auch Siebenbürgen osmanischer Vasall geworden. 1551 wurden Arad und am 20. Juli 1552 Temesvár erobert, 1661 auch Oradea (Großwardein). Etwa 8.000 Muslime wurden anstelle der geflohenen Ungarn angesiedelt.
Insgesamt standen in der zweiten Hälfte des 17. Jahrhunderts fast vier Jahrzehnte lang knapp 23 % des Gebietes des heutigen Rumänien unter direkter türkisch-muslimischer Herrschaft. (Mehr als anderthalb Jahrhunderte lang beherrschten türkische Muslime zumindest 15 %, über vier Jahrhunderte lang mindestens 9 % des heutigen rumänischen Territoriums.)

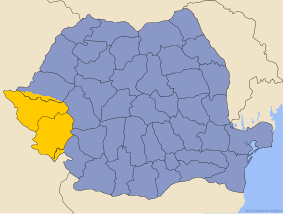
Kreise Timiș und Caraș, 1551–1718 unter türkisch-islamischer Herrschaft
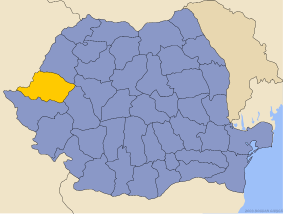
Kreis Arad, 1551–1699 unter türkisch-islamischer Herrschaft
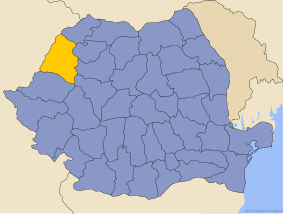
Kreis Bihor (Oradea), 1661–1699 unter türkisch-islamischer Herrschaft

Nach der Niederlage der Türken vor Wien (1683) und dem Sieg der Österreicher in der zweiten Schlacht bei Mohács (1687) gingen Ungarn, Oradea und Arad zwar schon 1688 bzw. 1699 wieder verloren, Temesvár und das Banat (die Kreise Timiș und Caraș-Severin) aber blieben noch bis 1718 osmanisch. Danach emigrierten alle vormals dort lebenden Türken in das übrige Osmanische Reich bzw. wurden dorthin vertrieben (allein auf der seit 1918 rumänischen Donau-Insel Ada Kaleh hielt sich bis 1968 ein vergessenes türkisches Dorf), heute leben keine Muslime mehr in dieser Region. Nach dem Zusammenbruch des Osmanischen Reiches emigrierten viele Muslime aus dem Balkan, vor allem zwischen 1934 und 1939 in die Türkei, die Inselbevölkerung Ada Kalehs emigrierte fast vollständig um 1968 in die Türkei, ein kleinerer Teil siedelte sich in der Dobrudscha an.

## Gegenwart

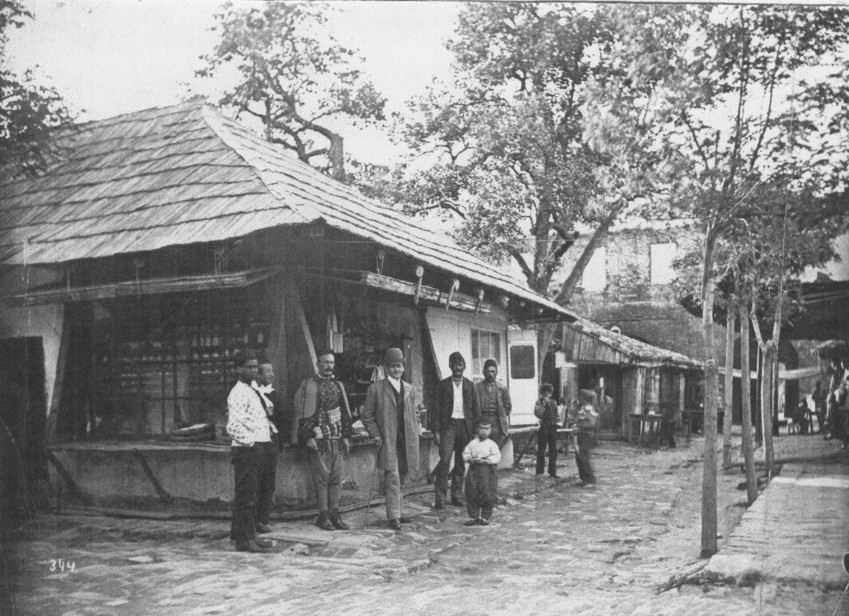
Geschäft auf der versunkenen Donau-Insel Ada Kaleh, Ende des 19. Jahrhunderts

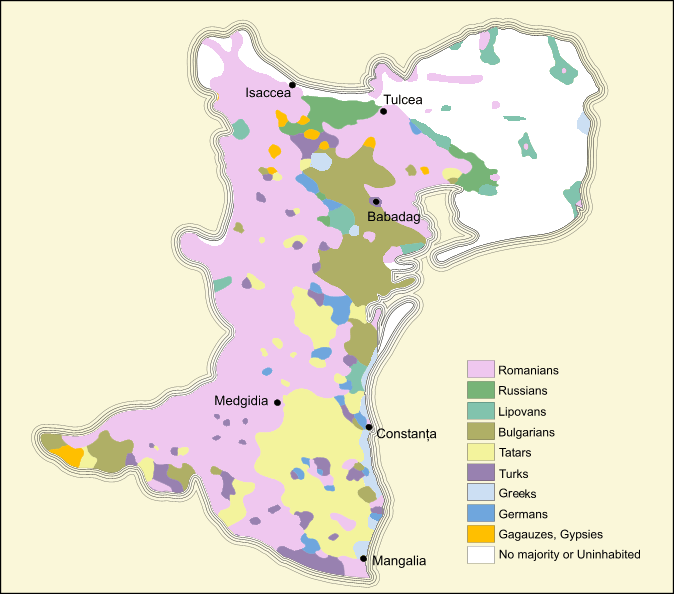
Verteilung der Tataren (gelb) und Türken in der Nord-Dobrudscha um 1903

Nach dem Ende der osmanischen Herrschaft um 1878 setzte eine starke Abwanderung der muslimischen Bevölkerung nach Anatolien ein, sowie zwischen den Jahren 1923–1938 in die Türkei, ebenfalls kam die Mehrheit der Türken aus Ada Kaleh 1969 in die Türkei. Während der kommunistischen Herrschaft und besonders unter Ceaușescu wurden Sakralbauten zerstört. Im Zuge der Demokratisierung Rumäniens wurden die bürgerlichen Freiheiten wieder eingeführt.
1977, fast einhundert Jahre nach Ende der osmanischen Herrschaft lebten in der rumänischen Dobrudscha noch immer 23.000 Tataren. Nach der Volkszählung vom Jahr 2002 leben in Rumänien 32.000 Türken und 24.000 Tataren, die in der nördlichen Dobrudscha (beide Kreise) über 5 Prozent der Bevölkerung ausmachen.
Im nördlichen Kreis Tulcea (einstige Zentren Babadag und Isaccea, wo heute 12 Prozent aller rumänischen Türken und Tataren leben) machen sie nur noch 2,4 Prozent der Bevölkerung der Region aus – gegenüber einst 21 % um 1878. Im südlichen Kreis Constanța (zwischen Medgidia und Mangalia, wo 85 Prozent aller Türken und Tataren leben), sind es heute immerhin noch über 6,6 Prozent gegenüber einstmals fast 60 Prozent um 1878. Im 19. Jahrhundert hatte es außerdem noch in der Dobrudscha tscherkessische und arabische Siedlungen gegeben.
In der nördlichen Dobrudscha (Kreis Tulcea) sank der Anteil der Türken und Tataren folgendermaßen:
| Erhebungsjahr | Türken          | Tataren         |
| ------------- | --------------- | --------------- |
| 1880          | 18.624 (13 %)   | 29.476 (21 %)   |
| 1899          | 12.146 (4 %)    | 28.670 (11 %)   |
| 1913          | 20.092 (5,3 %)  | 21.350 (5,6 %)  |
| 1930          | 21.748 (5 %)    | 15.546 (3,6 %)  |
| 1956          | 11.994 (2 %)    | 20.239 (3,4 %)  |
| 1966          | 16.209 (2,3 %)  | 21.939 (3,1 %)  |
| 1977          | 21.666 (2,5 %)  | 22.875 (2,65 %) |
| 1992          | 27.685 (2,7 %)  | 24.185 (2,4 %)  |
| 2002          | 27.643 (2,85 %) | 23.404 (2,4 %)  |
| 2011          | 22.500 (2,5 %)  | 19.720 (2,2 %)  |

Neben mindestens 56.000 Tataren und Türken (von denen man annimmt, sie seien alle Muslime) leben etwa 12.000 weitere Muslime in Rumänien: Albaner (ein Drittel der Albaner Rumäniens sind Muslime), sowie Xoraxane-Roma (muslimische Roma) (ca. 1 Prozent der Roma in Rumänien, alle in der Dobrudscha). In den letzten Jahrzehnten kamen noch dazu Immigranten aus den arabischen Staaten (vor allem aus Syrien, Irak, Palästina, Jordanien und dem Libanon) sowie aus der Türkei und kleinere Immigrantengruppen aus dem Iran und Pakistan. In osmanischer Zeit siedelten auch Perser, Kurden, Araber (Fellachen) in der Dobrudscha; ein kleiner Teil der türkischen Bevölkerung stammt aus der Verbindung von anatolischen Nomaden (Yörüken) mit Roma. Die Imame werden im Allgemeinen in der Türkei geschult.
Seit 1990 ist für 18 Minderheitenparteien jeweils ein Sitz im rumänischen Senat (Oberhaus) und in der Volksversammlung (Unterhaus) garantiert, so z. B. für die Demokratische Union der Türkisch-Muslimischen Tataren Rumäniens (Uniunea Democrată a Tătarilor Turco-Musulmani din România), die Türkische Demokratische Union Rumäniens (Uniunea Democrată Turcă din România) und die Liga der Albaner Rumäniens (Liga Albanezilor din România). Einige weitere Muslime sitzen als Abgeordnete der großen Volksparteien Rumäniens im Parlament und in Stadträten. Ihre rein kulturellen und traditionellen Belange vertritt die Islamisch-Kulturelle Liga Rumäniens (Liga Islamică și Culturală din România). 2015 war der Mufti Rumäniens der Tatare Iusuf Murat.

## Islamwissenschaft in Rumänien
Die jahrhundertelangen Kontakte mit dem Islam haben in Rumänien zur Entstehung einer langen Tradition islamwissenschaftlicher und orientalistischer Forschung geführt. Beginnend mit dem moldauischen Fürsten Dimitrie Cantemir, der zu Beginn des 18. Jahrhunderts Abhandlungen über die Religion, Geschichte und Musik der Türken schrieb, über den Historiker Nicolae Iorga, der zu Beginn des 20. Jahrhunderts eine Geschichte des Osmanischen Reiches verfasste, bis zu den Religionswissenschaftlern Mircea Eliade, Andrei Pleșu u. v. a. m. Erstmals 1940–1944 gab es an der Universität Iași ein Orient-Institut, seit 1957 eine Arabistik-Abteilung an der Universität Bukarest. Seit 2009 gibt es auch an der Universität Cluj ein Institut für Türkische und Zentralasiatische Studien.